# Brady Tkachuk
Brady Tkachuk (* 16. September 1999 in Scottsdale, Arizona) ist ein US-amerikanischer Eishockeyspieler, der seit August 2018 bei den Ottawa Senators in der National Hockey League unter Vertrag steht. Er wurde im NHL Entry Draft 2018 an vierter Position von den  Senators ausgewählt und führt das Team seit November 2021 als Kapitän an.

## Karriere
Brady Tkachuk wurde in Scottsdale geboren, als sein Vater Keith Tkachuk bei den Phoenix Coyotes unter Vertrag stand, und wuchs in St. Louis auf, da Keith Tkachuk während der Saison 2000/01 zu den dort beheimateten Blues wechselte. In seiner Jugend spielte er für Juniorenteams in St. Louis, bevor er zur Saison 2014/15 ins USA Hockey National Team Development Program (NTDP) wechselte. Mit dem NTDP, das als zentrale Talenteschmiede des US-amerikanischen Verbandes USA Hockey fungiert, nahm er fortan am Spielbetrieb der United States Hockey League (USHL) teil, der höchsten Nachwuchsspielklasse des Landes. Zugleich vertreten die Teams des NTDP die USA auf internationaler Ebene, sodass er an der World U-17 Hockey Challenge 2015 teilnahm und bei der U18-Weltmeisterschaft 2017 die Goldmedaille gewann. Nach zwei Jahren schied der Flügelstürmer altersbedingt aus dem Nachwuchsprogramm aus und schrieb sich zum Herbst 2017 an der Boston University ein. Während seiner Freshman-Saison nahm er mit der U20-Nationalmannschaft an der U20-Weltmeisterschaft 2018 teil und errang dort mit dem Team USA die Bronzemedaille. Darüber hinaus feierte er mit den Terriers der Boston University die Meisterschaft der Hockey East, während er persönlich nach 31 Scorerpunkten in 40 Spielen ins All-Rookie Team gewählt wurde.
Tkachuk galt als eines der vielversprechendsten Talente für den anstehenden NHL Entry Draft 2018, so listeten ihn die Central Scouting Services der National Hockey League (NHL) hinter Andrei Swetschnikow auf Rang zwei der nordamerikanischen Feldspieler. Zugleich wird seine Spielweise – ebenso wie die seines Bruders Matthew Tkachuk – als die eines Power Forwards und einer Pest eingeschätzt. Im eigentlichen Draft wählten ihn die Ottawa Senators an vierter Position und statteten ihn im August 2018 mit einem Einstiegsvertrag aus. In der Folge erspielte sich Tkachuk im Rahmen der Vorbereitung auf die Spielzeit 2018/19 einen Platz im Aufgebot der Senators und debütierte somit Anfang Oktober 2018 in der NHL. Anschließend verzeichnete er in seiner ersten NHL-Saison 45 Punkte in 71 Spielen, womit er sich auf Rang zwei der Rookie-Scorerliste platzierte und am Saisonende im NHL All-Rookie Team Berücksichtigung fand.
Nachdem er diese Leistungen mit 36 Punkten aus 56 Partien im Folgejahr bestätigt hatte, unterzeichnete er im Oktober 2021 als Restricted Free Agent einen neuen Achtjahresvertrag in der kanadischen Hauptstadt. Dieser ist mit einem Gesamtvolumen von 57,5 Millionen US-Dollar bzw. einem durchschnittlichen Jahresgehalt von ca. 8,2 Millionen US-Dollar dotiert. Wenig später wurde er im November selben Jahres zum 10. Mannschaftskapitän der Senators ernannt und trat dabei nach drei Jahren ohne festen Kapitän die Nachfolge von Erik Karlsson an.

## Erfolge und Auszeichnungen
| - 2018 Lamoriello-Trophy-Gewinn mit der Boston University - 2018 Hockey East All-Rookie Team - 2019 NHL All-Rookie Team - 2020 Teilnahme am NHL All-Star Game | - 2022 Teilnahme am NHL All-Star Game - 2023 Teilnahme am NHL All-Star Game - 2024 Teilnahme am NHL All-Star Game |

### International
- 2017 Goldmedaille bei der U18-Weltmeisterschaft
- 2018 Bronzemedaille bei der U20-Weltmeisterschaft

## Karrierestatistik
Stand: Ende der Saison 2024/25

### International
Vertrat die USA bei:
| - World U-17 Hockey Challenge 2015 - U18-Weltmeisterschaft 2017 - U20-Weltmeisterschaft 2015 | - Weltmeisterschaft 2024 - 4 Nations Face-Off 2025 |

(Legende zur Spielerstatistik: Sp oder GP = absolvierte Spiele; T oder G = erzielte Tore; V oder A = erzielte Assists; Pkt oder Pts = erzielte Scorerpunkte; SM oder PIM = erhaltene Strafminuten; +/− = Plus/Minus-Bilanz; PP = erzielte Überzahltore; SH = erzielte Unterzahltore; GW = erzielte Siegtore; 1 Play-downs/Relegation; Kursiv: Statistik nicht vollständig)

## Familie
Bradys Vater Keith Tkachuk absolvierte 1290 Partien in der NHL und kam dabei auf 1121 Scorerpunkte, sodass er in dieser Kategorie der fünftbeste US-Amerikaner der NHL-Historie ist. Zudem gewann er Silber bei den Olympischen Winterspielen 2002 und ist Mitglied der United States Hockey Hall of Fame. Bradys Bruder Matthew Tkachuk (* 1997) spielt aktuell für die Florida Panthers in der NHL. Außerdem ist er ein Cousin der NHL-Profis Tom Fitzgerald, Kevin Hayes und Jimmy Hayes.